# ピトック邸
ピトック邸（ピトックてい、Pittock Mansion）は、アメリカ合衆国オレゴン州ポートランドのウェストヒルズにあるフランス・ルネサンス様式の邸宅。1914年完成。ポートランドの主要新聞であるオレゴニアンの出版者、ヘンリー・ピトックとその妻ジョージアナの自家であった。館は22の部屋を構え、46エーカー（18.6ヘクタール）の土地を有する。現在は、ポートランド市公園局（City of Portland Parks Department）が所有している。
1911年、ポートランド市議会議員のウィル・H・デイリーは、当時のポートランド市境から800メートルも離れた建設中のこの邸宅に、ピトックが市の経費を用いて水道を引く準備を整えていたと指摘し、この邸宅は政治的スキャンダルの的になった。この事件は結果としてピトックの『オレゴニアン』紙とデイリーとの間に長年の確執を生み、後にデイリーは政界から去ることとなった。
ポートランド・ローズ・フェスティバルの創始者の一人であるジョージアナは1918年に72歳で没し、ヘンリーは1919年に84歳で没した。ピトック家はその後も邸宅に残り、1958年、孫息子のピーター・ガンテンベインが邸宅を売りに出した時点で退去したが、売却は失敗に終わった。1962年の暴風雨（コロンビア・デイ・ストーム）で邸宅は多大な損害を被ったことにより、一家は邸宅の取り壊しを検討した。地域は3か月で75,000ドルの寄付金を集め、ポートランド市にピトック邸購入の援助を行った。その後、ポートランド市はピトック邸を貴重な歴史財産であると認め、1964年に225,000ドルで購入した。
復旧には15か月を要した。1965年に一般公開され、それ以来地域の象徴として存続し、毎年8万人の観光客が訪れる。
海抜1000フィート（305メートル）の高地にあるため、ピトック邸はポートランドで野鳥観察に最も適した場所の一つである。
1974年、ピトック邸はアメリカ合衆国国家歴史登録財に追加された。

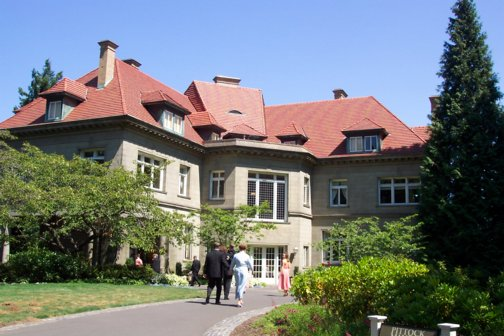
ピトック邸後方部

現在、ポートランド市は600万ドルから800万ドルを要する修理が必要であると推算している。

## 参考
1. ↑  Hall, Christopher (2004年11月). “Estate of the Art”.   Via Magazine. 2006年11月22日閲覧。
2. ↑  Terry, John (2005年7月24日). “Oregon's Trails: Important labor leader fails to garner credit he's due” (Newspaper). The Oregonian (Portland, Oregon: Oregonian Publishing):  pp. A21 citing Robert D. Johnston, Oregon Historical Quarterly, Fall, 1998.
3. ↑  Johns, Anna (2005年7月15日). “Pittock seeks new funding source”.   Portland Tribune. 2006年11月22日閲覧。
4. ↑  “State of the Parks: 2020 Vision”.   City of Portland Parks Department. 2006年11月22日閲覧。
5. ↑  Houck, Michael C.; Cody, M.J. (2000年). Wild in the City. Oregon Historical Society. pp. 116. ISBN 0-87595-273-9
6. ↑  “Oregon - Multnomah County”.   National Register of Historic Places. 2006年11月22日閲覧。
7. ↑  Johns, Anna (2006年10月9日). “Pittock Mansion slowly changes hands”.  Portland Tribune. 2006年11月22日閲覧。